# The Brian Setzer Orchestra
The Brian Setzer Orchestra es una orquesta de swing, rockabilly, psychobilly y otros subgéneros musicales formada en 1990 por Brian Setzer, cantante y guitarrista virtuoso de la popular banda rockabilly Stray Cats.
Es una de las bandas más destacadas del estilo conocido como Swing Revival o Neoswing, basado en rescatar el sonido swing de los años 40 y 50 del siglo XX fusionado con otros estilos más modernos. Se distingue de otras bandas del género (normalmente compuestas por guitarra, contrabajo, batería, trompeta, saxo y trombón) por su gran cantidad de instrumentos de viento, contando con cuatro trompetas, cuatro trombones y cinco saxofones. De esta manera logra un gran vigor en los ¨ataques¨ y melodías. La orquesta saltó a la fama con su sencillo ¨Jump Jive An' Wail¨ una canción de Louis Prima y es una de las pocas bandas de Neoswing que ha sobrevivido a los 90 manteniendo su éxito. Participaron en varias películas, tocaron en Woodstock 99, y aparecieron varias veces en diversos shows de TV.

## Formación
- Bernie Dresel - batería
- John Hatton – contrabajo
- Will Mrillo - trompeta
- Bob M. Bennett - trompeta
- Kevin Norton - trompeta
- Steve Reid – trompeta
- Tim Misica - saxo
- Charlie Peterson - saxo
- Vince Trombetta - saxo
- Mark Visher - saxo
- Jim Youngstrom - saxo
- Jason Thor - trombón
- Robbie Hioki - trombón
- Jeremy Levy - trombón
- Greg Varlotta – trombón
- Julie Reiten - coros y voces
- Leslie Spencer smith – coros y voces
- Brian Setzer - guitarra y voz principal

## Discografía

### Álbumes de estudio
- 1994: The Brian Setzer Orchestra
- 1996: Guitar Slinger
- 1998: The Dirty Boogie
- 2000: Vavoom!
- 2002: Boogie Woogie Christmas
- 2005: Dig That Crazy Christmas
- 2007: Wolfgang's Big Night Out
- 2009: Songs From Lonely Avenue
- 2015: Rockin' Rudolph

### Álbumes en vivo y Grandes Éxitos
- 2001: Jumpin' East of Java (álbum en vivo)
- 2002: Best of The Big Band (grandes éxitos)
- 2004: The Ultimate Collection (álbum en vivo)
- 2008: The Best of Collection (grandes éxitos)
- 2008: Ultimate Christmas Collection (grandes éxitos)
- 2010: Don't Mess with a Big Band (Live!) (álbum en vivo)

## DVD en vivo
- Brian Setzer Orchestra live In Japan (2001)
- Brian Setzer Orchestra Live: Christmas Extravaganza (2005)
- The Brian Setzer Orchestra: One Rockin Night - Live In Montreal (2007)
- The Brian Setzer Orchestra - Don't mess with a big band (2010)